# Ostsajan
Der Ostsajan (russisch Восто́чный Сая́н, mongolisch Зүүн Соёны нуруу, burjatisch Зүүн Саяан уула; auch Östlicher Sajan) ist ein Gebirgszug im Süden von Sibirien.
Der Ostsajan wird gelegentlich mit dem südwestlich abzweigenden Westsajan zum „Sajangebirge“ zusammengefasst. Er erstreckt sich über eine Länge von 1000 km von der Region Krasnojarsk im Westen, über die Oblast Irkutsk, den nordöstlichen Teil der Republik Tuwa, den südlichen Teil von Burjatien bis an das südliche Ufer des Baikalsees und zur Mongolei im Osten. Der Gebirgszug wird durch einen Grabenbruch in zwei Teile gegliedert: einen im späten Präkambrium entstandenen Teil im Nordosten und einem aus der frühen Kaledonischen Orogenese stammenden Südwestteil.

## Berge (Auswahl)
Im Folgenden sind eine Reihe von Gipfeln entlang des Hauptkamms des Ostsajan in West-Ost-Richtung aufgelistet:
- Munku Sardyk (3491 m) (⊙), Burjatien (Russland), Mongolei